# George Halas
George Stanley Halas, Sr. (2 de fevereiro de 1895 – 31 de outubro de 1983), apelidado de "Papa Bear" ou "Mr. Everything", foi um jogador, treinador, dono e um pioneiro entusiasta de futebol americano. Por muito tempo ele foi o cabeça e um ícone do Chicago Bears da NFL. Ele também foi um inventor, jurista, produtor, filantropo e filatelista. Halas é reconhecido como o "Pai da National Football League". O George Halas Trophy, troféu dado ao campeão da NFC Championship Game, tem esse nome em sua homenagem.